# Puerto fenicio de Beirut
El puerto fenicio de Beirut, también conocido como bahía fenicia de Beirut y yacimiento arqueológico BEY039 está situado entre las calles Allenby y Foch en Beirut, Líbano. Los estudios han demostrado que el frente marítimo de la Edad de Bronce se encontraba alrededor de 300 m} detrás del puerto moderno debido a la regularización de la costa y a la sedimentación, En el año 2000, Josette Elayi y Hala Sayegh lo excavaron y lo documentaron, y se determinó que data de los periodos de la Edad de Hierro III y persa. También se desenterraron durante la construcción dos muelles del siglo XIX del Imperio otomano, justo al norte de esta zona en los yacimientos arqueológicos BEY018 y BEY019.
Las excavaciones en BEY039 abarcaban 3000 metros cuadrados (0,3 ha) y comprendían la orilla occidental de un puerto orientado de norte a sur a unos 300 m del mar. Estaba formado por bloques de piedra arenisca de Ramla bloques  que medían unos 60 cm por 30 cm, fijados con un mortero gris. Esta capa se superponía a otra de bloques más grandes de unos 100 cm por 60 cm que se fijaban sin mortero. Este tipo de construcción era similar a la utilizada durante el periodo fenicio D. Aunque ahora se ha identificado de forma fehaciente este puerto, no se descarta la existencia de otros puertos o zonas utilizadas para albergar embarcaciones en las calas cercanas en distintas épocas.

## Controversia sobre el sitio BEY194
Otro supuesto puerto, que se sugiere que consiste en dos antiguos diques secos y los cimientos de un enorme y antiguo templo fue localizado en la parcela 1398 en Mina al-Hosn, Beirut en Líbano. El supuesto puerto, clasificado como yacimiento arqueológico BEY194 fue demolido por la urbanización a las 6:00 horas del 27 de junio de 2012.
El supuesto puerto fue descubierto durante unas obras en el lugar en 2011 e investigado por un equipo de arqueólogos libaneses de la Dirección General de Antigüedades bajo la dirección de Hisham Sayegh, licenciado y especialista en cerámica de la Universidad libanesa. Se dice que el yacimiento incluye dos canales o cursos de agua que comprendían los supuestos «diques secos, junto con dos grandes piedras areniscas, consideradas parte de los enormes cimientos de un antiguo templo. La zona circundante, llamada Mina al-Hosn, se traduce como «puerto de la fortaleza» en árabe. Nunca se obtuvo una datación precisa de las estructuras, pero se encontraron algunos hallazgos de cerámica en el yacimiento que se fecharon en el siglo V a. C.
La polémica surgió en junio de 2012, cuando el ministro de Cultura libanés, Gaby Layoun, autorizó a una empresa privada llamada Venus Towers Real Estate Development Company a destruir las ruinas para el proyecto de construcción de tres rascacielos y un jardín en Mina al-Hosn, detrás del Hotel Monroe, en el centro de Beirut, por valor de 500 millones de dólares. Las cartas de Francesco Bandarin, Subdirector General de Cultura de la UNESCO y Director del Centro del Patrimonio Mundial, y del Consejo Internacional de Monumentos y Sitios (ICOMOS) fechadas en marzo y mayo de 2012, respectivamente, expresaban su preocupación y se ofrecían a aportar su experiencia y sus opiniones sobre el lugar, ofertas que parecen haber sido rechazadas por el ministro. El supuesto puerto fue clasificado como patrimonio cultural por el anterior ministro Salim Wardeh y su comité científico, que incluía a Laure Salloum, Anis Chaya, Nadine Panayot y Assaad Seif, basándose en el informe de Sayegh. Varios otros expertos y arqueólogos expresaron opiniones que sugerían la importancia del hallazgo, como Jean Yves Empereur (director de investigación del CNRS y director del Centro de Estudios de Alejandría), David Blackman (investigador de la Universidad de Oxford), Marguerite Yon (directora de investigación emérita de la Universidad de Lyon y antigua directora de la Misión Arqueológica Francesa de Salamina, Kaliopi Baika, Citio y Ras Shamra-Ugarit), Ana-Maria Busila (doctora de la Universidad de Iasi, Rumanía) y Jean-Christophe Sourisseau (responsable de la excavación de Citio en Chipre). La afirmación de que el yacimiento era un puerto fue rebatida por un nuevo comité científico de arqueólogos nombrado por Layoun que incluía a Hassan Salame Sarkis, Albert Naccache y Samir Chami, basándose en los informes de Hanz Curver (que en un principio apoyó los hallazgos de Sageyh, pero luego revirtió su opinión) y Ralph Pedersen, investigador asociado del Instituto de Arqueología Náutica y que ahora enseña en Marburgo (Alemania). El informe de Pederson fue encargado por la empresa constructora y desestimó las afirmaciones de Sayegh de que las zanjas podían haber sido utilizadas como puerto o dique seco según varios criterios. Se cuestionó el tamaño y la elevación de las trincheras, su idoneidad para los barcos militares, su similitud con otros muelles fenicios de la zona y la distancia al mar. Las trincheras de los diques secos de la época también solían tener agujeros cortados en sus laterales para colocar los soportes de madera para los barcos, y éstos no estaban presentes en la parcela de Minet el-Hosn. Se sugirió que eran gradas para una cantera, pero su finalidad exacta no tiene consenso aparente. El problema de la distancia al mar no pudo explicarse debido a las fluctuaciones del nivel del mar en el periodo fenicio, pero no se dio ninguna fecha firme a la construcción de las zanjas cortadas en el lecho de roca.
El contrato de Hisham Sayegh con el Ministerio no fue renovado y el 27 de junio afirmó haber dimitido en una carta en la que acusaba a Venus Towers de intento de soborno para falsear la información científica. «Rechacé con los anteriores ministros de Cultura los sobornos que me ofreció generosamente la empresa Venus, propietaria de los terrenos, para que aceptáramos falsear la verdad científica y desviar el origen y la importancia de este descubrimiento en el corazón de la capital, Beirut».
El exministro Wardeh fue citado diciendo «Ninguna persona en su sano juicio imaginaría que es posible dar una orden por teléfono a una empresa para que demuela el lugar, y que la empresa esté lista con excavadoras para llevar a cabo la destrucción sin esperar a que el decreto se publique en el Boletín Oficial».
Basándose en la información de Sayegh, en una carta fechada en abril de 2011, Assaad Seif, coordinador de investigaciones y excavaciones arqueológicas en el Líbano de la Dirección General de Antigüedades, respaldó el descubrimiento y pidió que se protegiera la zona, sugiriendo la concesión de una compensación justa a la empresa constructora. Lo calificó como un hallazgo importante para el estudio de la época fenicia en Beirut, en particular antes del año 100 a .C., y dijo: «Tenemos que preservar este yacimiento y la manzana que lo rodea, lo que exigiría a la empresa constructora realizar las modificaciones oportunas en su proyecto» Seif coincide ahora con el informe de evaluación del comité internacional y el informe de los expertos en que BEY194 no se utilizó como puerto y en que los datos de Sayegh no eran en absoluto fiables y presentaban muchas incoherencias en la estratigrafía y la datación.
Otras sociedades civiles y organizaciones libanesas han suscitado críticas y controversias sobre el asunto. Pascale Ingea, presidenta de la Asociación para la Protección del Patrimonio Libanés ha encabezado los esfuerzos para detener la demolición, declarando: «No queda nada. Nos horrorizan los que queman neumáticos. Pero los verdaderos vándalos llevan corbatas. Si lo hubiéramos sabido antes, habríamos podido detener esta masacre. Otro de los principales activistas, Giorgio Tarraf, portavoz de Salvar el Patrimonio de Beirut, expresó su horror ante la rapidez y el alcance de la demolición». Entrevistado por Al Akhbar (Líbano), dijo: «[Ellos (el gobierno) hablaban de una especie de enfoque de mitigación en el que trasladarían las piedras y las preservarían de forma que se dejara espacio para el desarrollo. Ni siquiera eso ocurrió en la actualidad no va a quedar nada». Tras las acciones de estas ONG libanesas y de activistas como Raja Noujem, una decisión del juez Nadim Zouein paralizó temporalmente las actividades de construcción. Zouein se negó a prolongar la prohibición más allá del lunes 9 de julio, diciendo que era mejor dirigirse al Consejo de la Shura para este tipo de decisiones. Además, el 9 de julio se supo que la empresa constructora Venus Towers no tenía la licencia adecuada para excavar el solar por un error administrativo. La empresa fue multada con 500.000 libras libanesas y su director general Mohammed Kassem admitió la caducidad de su licencia, además de confirmar su opinión de que no había pruebas de la presencia de una construcción naval o un puerto en sus terrenos.
La empresa constructora Venus ha bloqueado actualmente el acceso para que la gente pueda acceder y fotografiar o grabar el yacimiento, sin embargo, activistas y manifestantes se han subido a los árboles para arrojar sobre los muros barcos de papel con el lema «Manos fuera de nuestro puerto fenicio».
La destrucción del yacimiento arqueológico BEY194 tuvo lugar dos días antes de la publicación de la decisión del ministro Layoun en el Boletín Oficial, lo que ha llevado a afirmar que actuó en violación de la legislación libanesa y a sentar un preocupante precedente para acciones similares en el futuro. El ministerio mantiene que la desclasificación del yacimiento se hizo mediante los procedimientos legales adoptados por las instituciones gubernamentales.
El informe de Pederson concluía que las trincheras tenían una anchura de 3,9 m} y 4,2 m}, lo que sólo es suficiente para pequeños afractos de unos 18 metros de longitud, que no eran paralelas, que estaban a diferentes alturas y que no formaban parte de un complejo militar. Y lo que es más importante, los fondos de las trincheras no tenían la suave pendiente necesaria para subir y bajar barcos: había pequeñas pendientes de unos 8 a 9 metros de longitud, escalones, zonas llanas e incluso una parte que presentaba una ligera inclinación inversa. Aunque descarta con autoridad que el yacimiento de BEY194 sea un puerto fenicio, no ofrece ninguna sugerencia sobre el uso que pudieron tener las zanjas y en qué fecha, reservando las especulaciones sobre su función como «intrigantes» y que quizás ahora seguirán siendo un misterio para siempre.